# 市政中心／联合国广场站
市政中心／联合国广场站（英語：Civic Center/UN Plaza station）位于旧金山市政中心，是旧金山湾区捷运系统和旧金山轻轨的一座地下车站，同时是市場街地鐵隧道内最西侧的捷运、轻轨双系统车站。本站于1973年11月5日启用，是旧金山湾区的一个主要客运枢纽，在湾区捷运系统内是客流量第四大的车站。

## 位置
本站位于市政中心一带的联合国广场地下，周边的主要建筑物包括旧金山市政厅、战争纪念歌剧院、旧金山亚洲艺术博物馆、旧金山公共图书馆本部等。

## 车站结构
在市場街地鐵隧道内的车站中，本站与除凡内斯外的其他车站一样设有三层。乘客从街道旁的站口下行至站厅，湾区捷运付费区出入闸机位于站厅两端，轻轨付费区出入闸机位于站厅中段。站厅下方为轻轨站台，最底层为湾区捷运站台。
连接站厅与捷运站台的楼梯和扶梯从轻轨站台上的豁口穿过轻轨站台。
| 地面     | 街道                       | 出入口 |
| 夹层     | 站厅                       | 票务服务、进出站闸机 |
| 地下一层 | 出城                       | J教堂列车往巴尔波亚公园方向 （凡内斯） · K英格賽列车往巴尔波亚公园方向 （凡内斯） · L塔拉瓦爾列车往第46大道与瓦乌纳方向 （凡内斯） · M洋景列车往圣荷西与日内瓦/巴尔波亚公园方向 （凡内斯） · N朱達列车往朱达与海滩方向 （凡内斯） · S卡斯楚街接駁列车往卡斯楚街（平日）/西隧道口（AT&T球場比赛日）方向 （凡内斯） |
| 地下一层 | 岛式站台，左边车门将会开启 | |
| 地下一层 | 进城                       | → J教堂列车往内河码头方向 （跑華街） · → L塔拉瓦爾列车往内河码头方向 （跑華街） · → M洋景列车往内河码头方向 （跑華街） · → N朱達列车往第4街及国王街方向 （跑華街） · → S卡斯楚街接駁列车（AT&T球場比赛日）往第4街及国王街方向 （跑華街） · → T第三街列车往森尼戴尔方向 （跑華街） >                               |
| 地下二层 | 南行/西行                  | █黄线列车往旧金山国际机场（平日）/密尔布瑞（周末）方向（第16街米慎） · █蓝线列车往戴利城方向 （第16街米慎） · █红线列车往密尔布瑞（平日）/戴利城（周末）方向（第16街米慎） · █绿线列车往戴利城方向 （第16街米慎）                                                                                                 |
| 地下二层 | 岛式站台，左边车门将会开启 | |
| 地下二层 | 北行/东行                  | → █黄线列车往匹兹堡/湾角方向 （鲍威尔街） · → █蓝线列车往都柏林/普莱森顿方向 （鲍威尔街） · → █红线列车往列治文方向 （鲍威尔街） · → █绿线列车往费利蒙方向 （鲍威尔街） |

## 问题
本站的公共区域时常有露宿者逗留，2012年甚至有扶梯因排泄物堵塞而暂时停运。

## 邻近车站
| 上一站                                           | 旧金山湾区捷运 | 旧金山湾区捷运 | 旧金山湾区捷运 | 下一站                                   |
| ------------------------------------------------ | -------------- | -------------- | -------------- | ---------------------------------------- |
| 第16街米慎往旧金山国际机场經密尔布瑞             |                | 红线           |                | 跑華街往里奇蒙                           |
| 第16街米慎往戴利城                               |                | 蓝线           |                | 跑華街往都柏林/普莱森顿                  |
| 第16街米慎往密尔布瑞或旧金山国际机场             |                | 黄线           |                | 跑華街往安条克經匹兹堡/湾角              |
| 第16街米慎往戴利城                               |                | 绿线           |                | 跑華街往贝里埃萨/北圣何塞                |
| 上一站                                           | 旧金山轻轨     | 旧金山轻轨     | 旧金山轻轨     | 下一站                                   |
| 凡内斯往巴尔波亚公园                             |                | J教堂          |                | 跑華街往内河码头                         |
| 凡内斯往巴尔波亚公园                             |                | K英格賽K/T跨线 |                | 跑華街往森尼戴尔                         |
| 凡内斯往華埠                                     |                | T第三街        |                | 跑華街往森尼戴尔                         |
| 凡内斯往旧金山动物园                             |                | L塔拉瓦爾停运  |                | 跑華街往内河码头                         |
| 凡内斯往巴尔波亚公园經圣何塞与日内瓦             |                | M洋景          |                | 跑華街往内河码头                         |
| 凡内斯往朱达与海滩                               |                | N朱達          |                | 跑華街往第4街及国王街                    |
| 凡内斯往西隧道口                                 |                | S卡斯楚街接駁  |                | 跑華街往内河码头                         |
| 地面站点                                         |                |                |                |                                          |
| 市场街与第9街/市场街与拉尔金街往第17街与卡斯楚街 |                | F市场街与码头  |                | 市场街与第6街/市场街与泰勒街往琼斯与海滩 |